# Cleveland Eaton

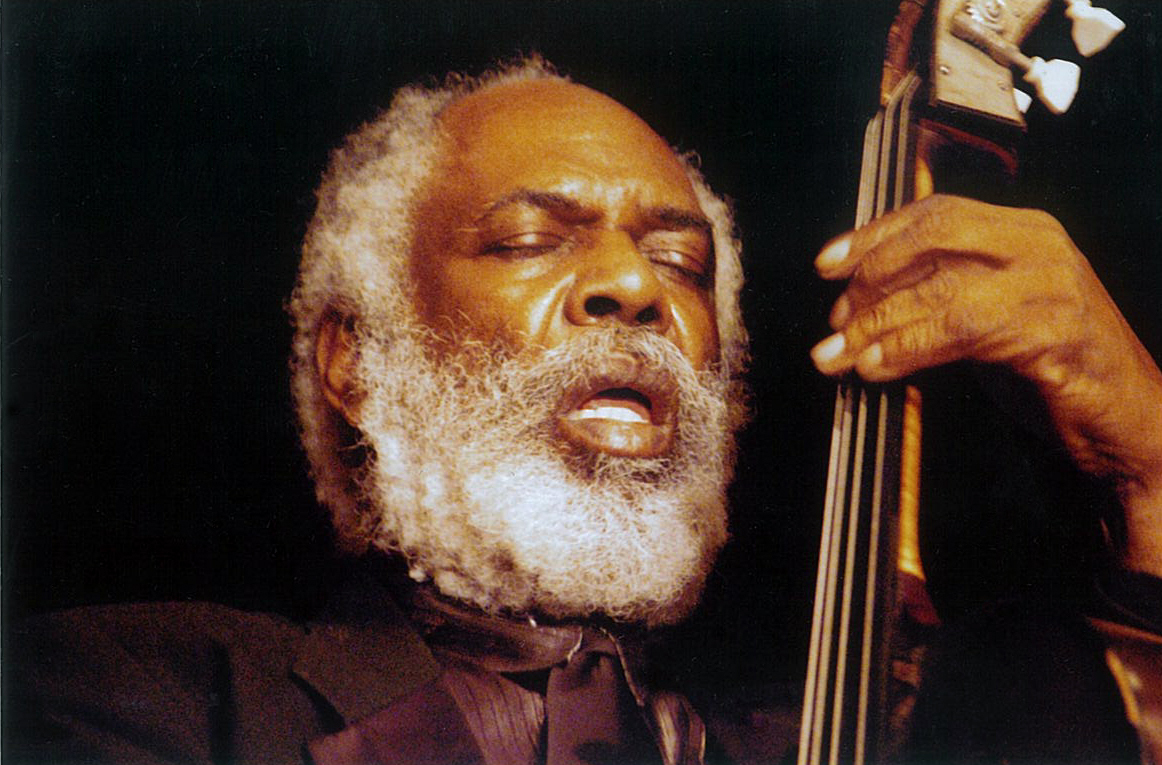
Cleveland Eaton (2007)

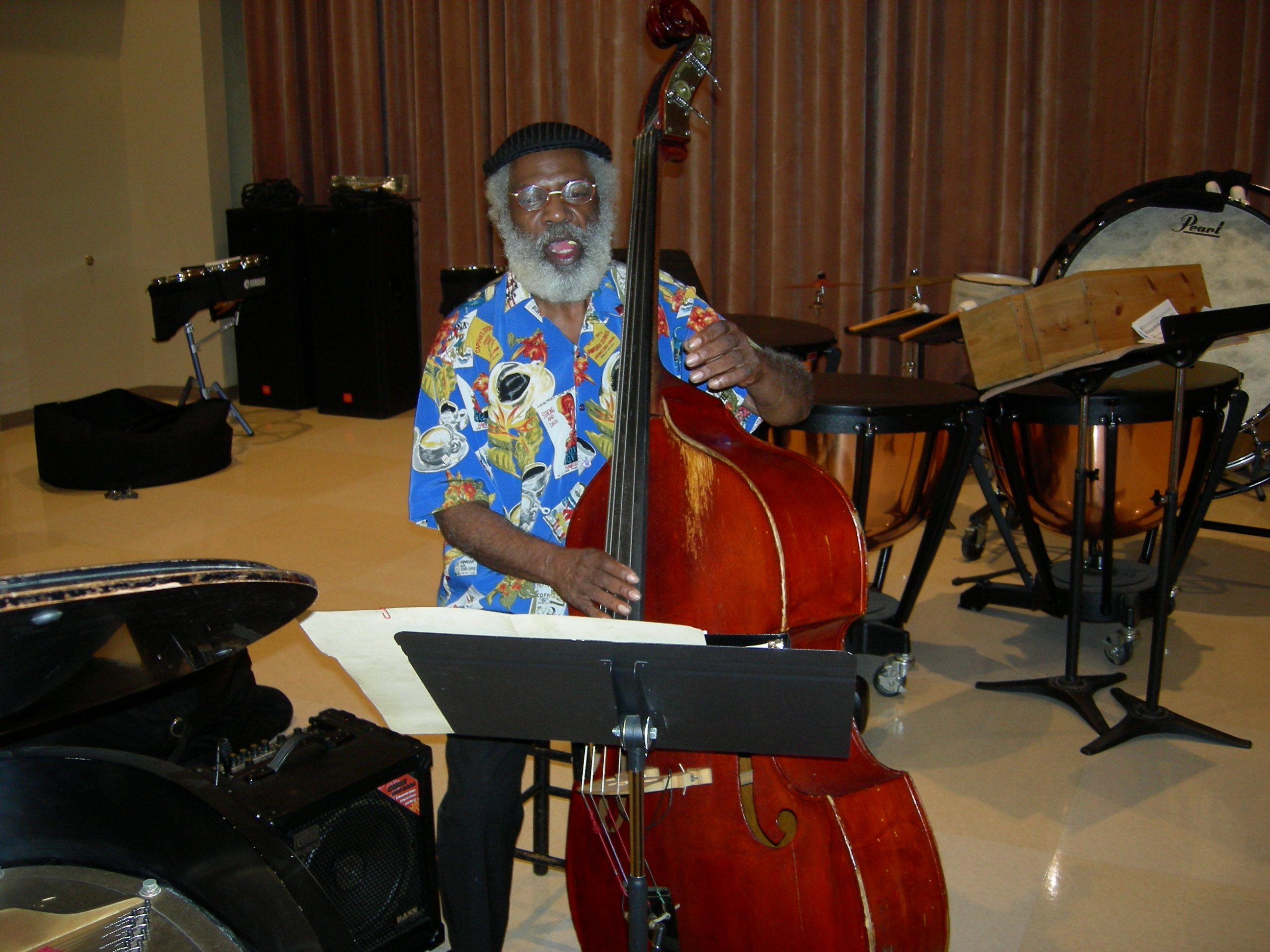
Cleveland Eaton mit dem Ray Reach Quartet auf dem 4th Avenue Jazz Festival in Birmingham (2008)

Cleveland Josephus Eaton II (* 31. August 1939 in Fairfield, Alabama; † 5. Juli 2020) war ein US-amerikanischer Jazz- und Funkmusiker (Kontrabass, auch E-Bass, Piano, Saxophon, Trompete, Tuba, Arrangement, Komposition).

## Leben und Wirken
Eaton wuchs in einer Vorstadt von Birmingham (Alabama) auf und spielte Anfang der 1960er-Jahre in der Band von Donald Byrd und Pepper Adams (Hip Entertainment Vol. 1), 1963 in Chicago bei Bobby Gordon (Warm and Sentimental). In den 1960er-Jahren war er Mitglied des Ramsey Lewis Trios, außerdem arbeitete er u. a. mit Bunky Green, Sonny Cox, Herb Lance, Kenny Burrell, im folgenden Jahrzehnt mit Gene Ammons/Dexter Gordon (1970), Sonny Stitt (1973). Ferner spielte er ab den 70ern unter eigenem Namen (Cleve Eaton and Co.) mehrere, z. T. am Funk orientierte Singles und LPs für Ovation und Black Jazz Records ein, darunter das Album Strolling with the Count mit Musikern der Basie-Band. In den frühen 1980er-Jahren war er Mitglied des Count Basie Orchestra. Im Bereich des Jazz war er zwischen 1961 und 1995 an 84 Aufnahmesessions beteiligt. In seinen späteren Jahren trat er auf lokaler Ebene in Birmingham auf. Er war seit 1976 verheiratet und hatte 8 Kinder.

## Diskographische Hinweise
- Plenty Good Eaton (Black Jazz Records, 1975), mit Kenneth Prince, Ernest Johnson, Odell Brown, Morris Jennings, Derf Raheen, Arie Brown, Artee „Duke“ Payne, Edwin Daugherty, John Watson, Steve Galloway, Bobby Christian, Ed Green
- Cleveland Eaton and The Garden of Eaton: Keep Love Alive (Ovation Records, 1979)
- Strolling with the Count (Ovation Records, 1980), mit Pete Minger, Bill Hughes, Dennis Wilson, Eric Dixon, Kenny Hing, Danny Turner, Willie Pickens, Duffy Jackson, Ed Green